# 大禍臨頭
《大禍臨頭》(英語：Catastrophe)是一部英国电视情景喜剧，于2015年1月19日在第四台首播的情景喜劇。

## 演員和角色

### 主要
- 莎朗·霍根（英语：Sharon Horgan） 飾演 莎朗·莫里斯
- 羅伯·德萊尼 飾演 羅布·諾里斯

### 遊客
- 阿什利·詹森（英语：Ashley Jensen） 飾演 弗蘭
- 马克·伯纳尔 飾演 克里斯
- 嘉莉·費雪 飾演 米婭
- 喬納森·福布斯（英语：Jonathan Forbes） 飾演 弗加尔
- 丹尼爾·拉潘恩（英语：Daniel Lapaine） 飾演 戴夫
- 托比亞斯·孟席斯（英语：Thomas Menzies） 飾演 哈里斯博士
- 莎拉·奈爾斯 飾演 梅麗莎